# Catedral Ortodoxa dos Arcanjos Micael e Gabriel

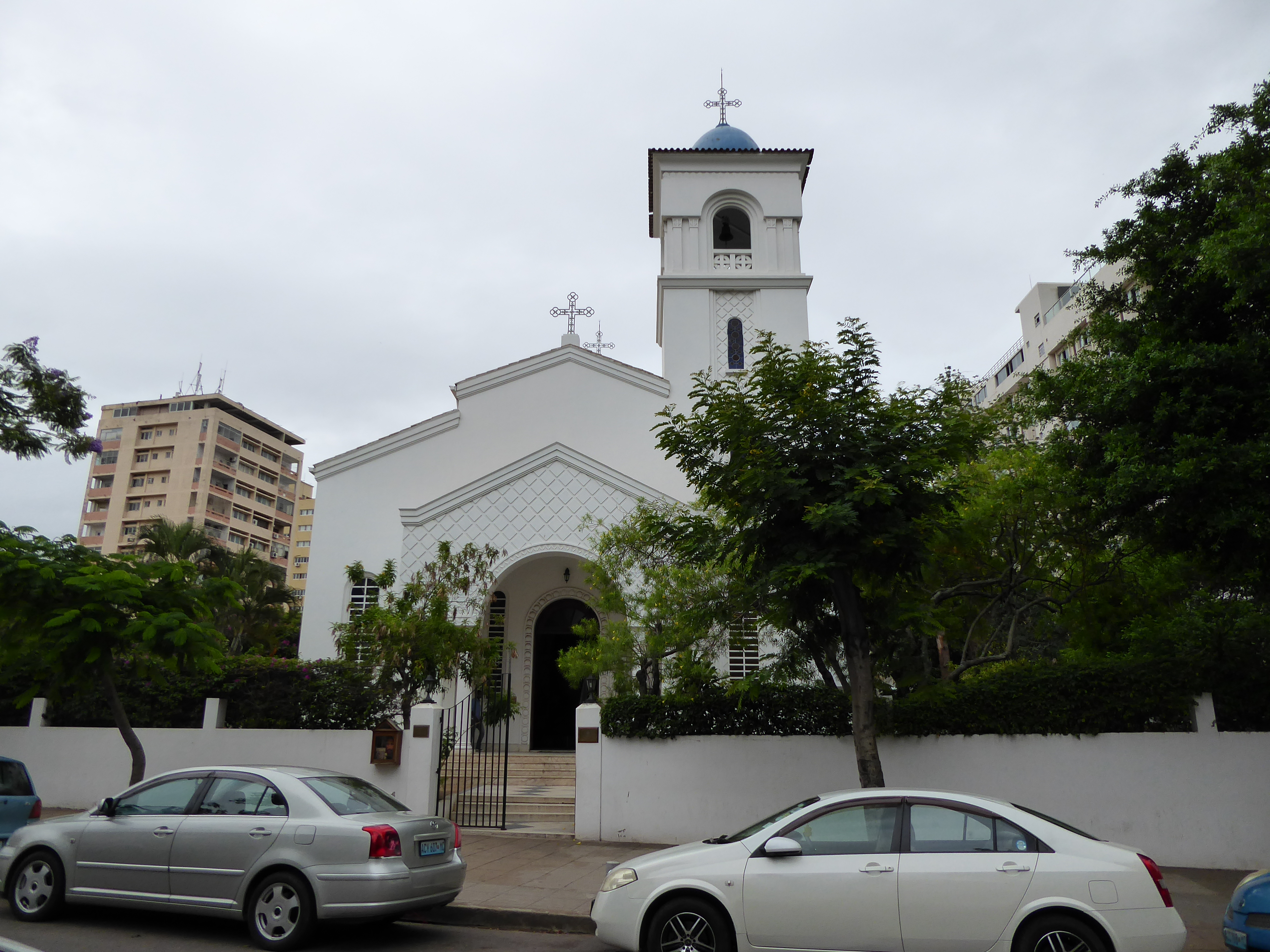
Blick auf die Catedral Ortodoxa Arcangel Micael e Gabriel von der Avenida Ahmed Sekou Toré

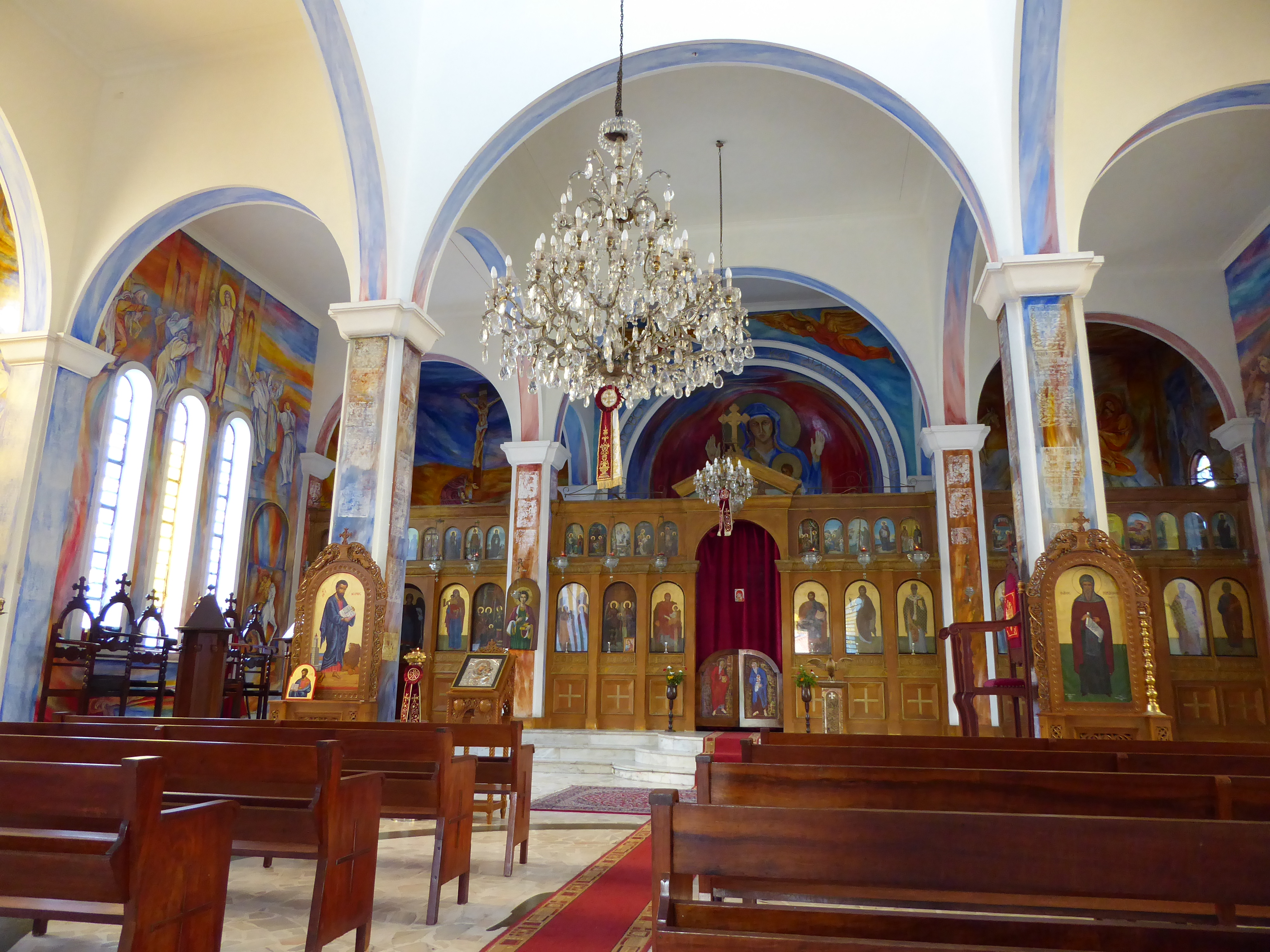
Innenansicht

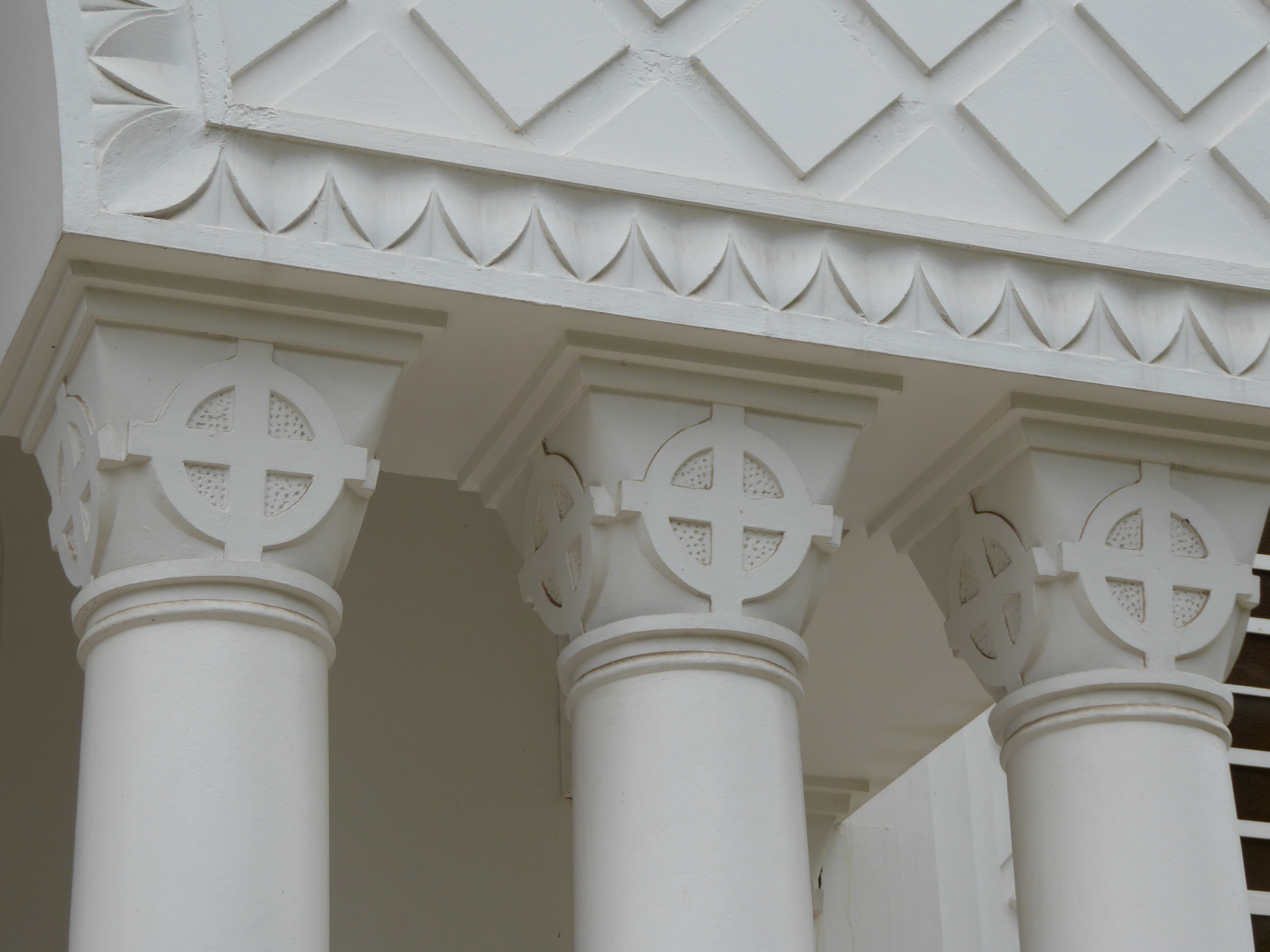
Säulendetail

Die Catedral Ortodoxa dos Arcanjos Micael e Gabriel („Orthodoxe Kathedrale der Erzengel Michael und Gabriel“) ist eine griechisch-orthodoxe Kirche im Zentrum der mosambikanischen Hauptstadt Maputo an der Straßenkreuzung Avenida Armando Tivane/Avenida Ahmed Sekou Touré. Die Kirche entstand zwischen 1958 und 1960 mit Unterstützung der griechischen Minderheit in Lourenço Marques.
Die Kirche gehört zur Diözese Maputo des griechisch-orthodoxen Patriarchats von Alexandria.

## Geschichte
Bereits am Anfang des 20. Jahrhunderts zog es viele Griechinnen und Griechen nach Südafrika, wo sie in Minen oder im Eisenbahnbau arbeiteten. Nach Ende des griechischen Bürgerkriegs 1949 emigrierten tausende Griechen, unter anderem auch in das damalige portugiesische Mosambik. Die griechische Gemeinschaft gehörte zu den größeren Minderheiten in der Hauptstadt Lourenço Marques. Bereits in den 1940er Jahren errichtete sie ihren eigenen Sitz im Zentrum Maputos, im sogenannten Ateneu Grego.
Um ihre Religion in einem repräsentativen Ort ausüben zu können, sammelte die Gemeinschaft Spenden für den Bau einer eigenen Kirche und beauftragte den griechischen Architekten Evan Lembros mit den Planungen. Der Grundstein für die Kirche wurde am 23. März 1958 gelegt. 1960 war der Bau fertiggestellt.
Bis 1968 gehörte die Kirche zur Diözese von Johannesburg, seit 1968 zur Diözese von Simbabwe. Nach der Unabhängigkeit Mosambiks 1975 verließ der Großteil der griechischen Minderheit das Land, die orthodoxe Gemeinde schrumpfte rasant. Erst im Laufe der 1990er und 2000er Jahre wuchs sie wieder, vor allem durch Ausländer russischer, ukrainischer, bulgarischer, rumänischer und serbischer Herkunft.
Bei der Sanierung und Restaurierung der Kirche in den 1990er Jahren gestaltete die simbabwische Künstlerin Helen Lieros zahlreiche neue Wandbilder für die Kirche. Sie entwarf und malte die Wandbilder über einen Zeitraum von vier Jahren (1996 bis 2000) ohne Honorar.
2006 erhob die Synode des griechisch-orthodoxen Patriarchats von Alexandria die Gemeinde Maputo zur Diözese. 2011 unterzeichnete die Interparlamentarische Versammlung der Orthodoxie (IAO) und das panafrikanische Parlament eine Kooperationsvereinbarung. Das Kooperationsbüro befindet sich seitdem in Maputo. Seit 2011 wird auch in den Räumen der Gemeinde Griechisch-Unterricht gegeben.
Am 16. Februar 2014 wurde die Kirche nach langen Sanierungsarbeiten von Patriarch Theodoros II. neu geweiht.